# Gianfranco Brancatelli
Gianfranco Gaetano Brancatelli (* 18. Januar 1950 in Turin) ist ein ehemaliger italienischer Automobilrennfahrer, der besonders im Formel- und Tourenwagensport aktiv war.

## Karriere

### Anfänge
Ab 1973 fuhr Brancatelli in der italienischen „Formula Abarth“, in der er im Folgejahr den Gesamtsieg für sich entschied. 1975 belegte er in der italienischen Formel 3 den zweiten Rang in der Gesamtwertung, einen Punkt hinter Luciano Pavesi. 1975 und 1976 startete Brancatelli in der europäischen Formel 3 auf March und konnte in seiner zweiten Saison zwei Rennsiege erzielen, was ihm den dritten Rang in der Gesamtwertung verschaffte. 1977 wechselte Brancatelli in die Formel 2 und fuhr für das Team Scuderia Everest, das in jedem Jahr einen Ralt einsetzte, der von einem problematischen Ferrari-Dino-Motor angetrieben wurde. Aufgrund ausbleibender Erfolge verließ er das Team 1978 und bestritt ein Rennen in der europäischen Sportwagen-Meisterschaft, wo er von Platz zwei startete, jedoch wegen Kupplungsproblemen ausschied.

### Formel 1
1979 war Brancatelli zu den Großen Preisen von Spanien und Belgien für das deutsche Team Kauhsen in der Formel 1 gemeldet. Beim Großen Preis von Spanien in Jarama gelang Brancatelli die Qualifikation nicht, der Italiener fuhr die mit Abstand langsamste Zeit der 27 Teilnehmer. Ähnlich schlecht war die Situation beim Großen Preis von Belgien auf dem Circuit Zolder, wo sich Brancatelli als 28. und Letzter ebenfalls nicht qualifizierte. Nach diesen zwei desaströsen Rennwochenenden zog sich Kauhsen wieder aus der Formel 1 zurück.
Das nächste Rennen, den Großen Preis von Monaco, bestritt Brancatelli für das italienische Team Merzario, das nach dem Rennen in Belgien das Material und die Ausrüstung von Kauhsen übernommen hatte. Brancatelli ersetzte hier den Teamchef Arturo Merzario, der die Wagen üblicherweise selbst fuhr, in Monaco aber nicht an den Start gehen konnte, weil er sich zuvor bei einem Unfall eine Hand gebrochen hatte. Das Team Merzario setzte zu dieser Zeit den A3 ein, ein selbst konstruiertes Wing Car, das als technisch unausgereift und übergewichtig galt. Brancatelli konnte im Qualifying keine gezeitete Runde fahren, sodass auch hier eine Grand-Prix-Teilnahme scheiterte. Zum Großen Preis von Frankreich pilotierte Arturo Merzario selbst wieder den Wagen seines Teams, wodurch Brancatellis Formel-1-Karriere ohne eine Rennteilnahme beendet war.

### Tourenwagen
In den folgenden Jahren startete Brancatelli bei Tourenwagenrennen in verschiedenen Serien, darunter der Tourenwagen-Weltmeisterschaft, und den 24 Stunden von Le Mans. Seine größten Erfolge waren hierbei der Gesamtsieg in der Tourenwagen-Europameisterschaft 1985, der Sieg beim 24-Stunden-Rennen von Spa-Francorchamps und der zweite Platz in Le Mans 1989. 1999 beendete Brancatelli seine Motorsport-Karriere.

## Statistik

### Rennergebnisse in der Formel 1
| Jahr | Team                      | Chassis     | Engine      | 1   | 2   | 3   | 4   | 5       | 6       | 7        | 8   | 9   | 10  | 11  | 12  | 13  | 14  | 15  | WM | Punkte |
| ---- | ------------------------- | ----------- | ----------- | --- | --- | --- | --- | ------- | ------- | -------- | --- | --- | --- | --- | --- | --- | --- | --- | -- | ------ |
| 1979 | Willi Kauhsen Racing Team | Kauhsen WK  | Cosworth V8 | ARG | BRA | RSA | USW | ESP DNQ | BEL DNQ |          |     |     |     |     |     |     |     |     | –  | 0      |
| 1979 | Team Merzario             | Merzario A3 | Cosworth V8 |     |     |     |     |         |         | MON DNPQ | FRA | GBR | GER | AUT | NED | ITA | USA | CAN | –  | 0      |

| Legende  | Legende            | Legende                                                          |
| Farbe    | Abkürzung          | Bedeutung                                                        |
| -------- | ------------------ | ---------------------------------------------------------------- |
| Gold     | –                  | Sieg                                                             |
| Silber   | –                  | 2. Platz                                                         |
| Bronze   | –                  | 3. Platz                                                         |
| Grün     | –                  | Platzierung in den Punkten                                       |
| Blau     | –                  | Klassifiziert außerhalb der Punkteränge                          |
| Violett  | DNF                | Rennen nicht beendet (did not finish)                            |
| Violett  | NC                 | nicht klassifiziert (not classified)                             |
| Rot      | DNQ                | nicht qualifiziert (did not qualify)                             |
| Rot      | DNPQ               | in Vorqualifikation gescheitert (did not pre-qualify)            |
| Schwarz  | DSQ                | disqualifiziert (disqualified)                                   |
| Weiß     | DNS                | nicht am Start (did not start)                                   |
| Weiß     | WD                 | zurückgezogen (withdrawn)                                        |
| Hellblau | PO                 | nur am Training teilgenommen (practiced only)                    |
| Hellblau | TD                 | Freitags-Testfahrer (test driver)                                |
| ohne     | DNP                | nicht am Training teilgenommen (did not practice)                |
| ohne     | INJ                | verletzt oder krank (injured)                                    |
| ohne     | EX                 | ausgeschlossen (excluded)                                        |
| ohne     | DNA                | nicht erschienen (did not arrive)                                |
| ohne     | C                  | Rennen abgesagt (cancelled)                                      |
| ohne     | keine WM-Teilnahme |                                                                  |
| sonstige | P/fett             | Pole-Position                                                    |
| sonstige | 1/2/3/4/5/6/7/8    | Punktplatzierung im Sprint-/Qualifikationsrennen                 |
| sonstige | SR/kursiv          | Schnellste Rennrunde                                             |
| sonstige | *                  | nicht im Ziel, aufgrund der zurückgelegten Distanz aber gewertet |
| sonstige | ()                 | Streichresultate                                                 |
| sonstige | unterstrichen      | Führender in der Gesamtwertung                                   |

### Le-Mans-Ergebnisse
| Jahr | Team                      | Fahrzeug               | Teamkollege        | Teamkollege        | Platzierung     | Ausfallgrund     |
| ---- | ------------------------- | ---------------------- | ------------------ | ------------------ | --------------- | ---------------- |
| 1979 | Carlo Pietromarchi        | De Tomaso Pantera      | Carlo Pietromarchi | Maurizio Micangeli | nicht klassiert |                  |
| 1980 | Scuderia Lancia Corse     | Lancia Beta Montecarlo | Piercarlo Ghinzani | Markku Alén        | Ausfall         | Ölpumpe          |
| 1986 | Silk Cut Jaguar           | Jaguar XJR-6           | Hurley Haywood     | Win Percy          | Ausfall         | Kupplungsschaden |
| 1989 | Team Sauber Mercedes      | Sauber C9              | Mauro Baldi        | Kenny Acheson      | Rang 2          |                  |
| 1990 | Nissan Motorsports Europe | Nissan R90CK           | Julian Bailey      | Mark Blundell      | Ausfall         | Differential     |

### Einzelergebnisse in der Sportwagen-Weltmeisterschaft
| Saison | Team                       | Rennwagen                 | 1   | 2   | 3   | 4   | 5   | 6   | 7   | 8   | 9   | 10  | 11  | 12  | 13  | 14  | 15  | 16  | 17  |
| ------ | -------------------------- | ------------------------- | --- | --- | --- | --- | --- | --- | --- | --- | --- | --- | --- | --- | --- | --- | --- | --- | --- |
| 1979   | Carlo Pietromarchi         | De Tomaso Pantera         | DAY | SEB | MUG | TAL | DIJ | RIV | SIL | NÜR | LEM | PER | DAY | WAT | SPA | BRH | ROA | VAL | ELS |
| 1979   | Carlo Pietromarchi         | De Tomaso Pantera         |     |     |     |     |     | DNF |     |     |     |     |     |     |     |     |     |     |     |
| 1980   | Lancia                     | Lancia Beta Montecarlo    | DAY | BRH | SEB | MUG | MON | RIV | SIL | NÜR | LEM | DAY | WAT | SPA | MOS | ROA | VAL | DIJ |     |
| 1980   | Lancia                     | Lancia Beta Montecarlo    |     |     |     |     |     | DNF |     |     |     |     |     |     |     |     |     |     |     |
| 1985   | Cheetah Automobiles Jaguar | Cheetah G604 Jaguar XJR-6 | MUG | MON | SIL | LEM | HOK | MOS | SPA | BRH | FUJ | SEL |     |     |     |     |     |     |     |
| 1985   | Cheetah Automobiles Jaguar | Cheetah G604 Jaguar XJR-6 | DNF | DNF |     |     |     |     |     |     |     | DNF |     |     |     |     |     |     |     |
| 1986   | Jaguar                     | Jaguar XJR-6              | MON | SIL | LEM | NÜN | BRH | JER | NÜR | SPA | FUJ |     |     |     |     |     |     |     |     |
| 1986   | Jaguar                     | Jaguar XJR-6              | DNF | 7   | DNF |     | 6   | DNF | DNF |     | 17  |     |     |     |     |     |     |     |     |
| 1987   | Brun Motorsport            | Porsche 962               | JAR | JER | MON | SIL | LEM | NÜN | BRH | NÜR | SPA | FUJ |     |     |     |     |     |     |     |
| 1987   | Brun Motorsport            | Porsche 962               | 6   | 6   | 5   |     |     |     |     |     |     |     |     |     |     |     |     |     |     |
| 1990   | Nissan Motorsport          | Nissan R90CK              | SUZ | MON | SIL | SPA | DIJ | NÜR | DON | MOT | MEX |     |     |     |     |     |     |     |     |
| 1990   | Nissan Motorsport          | Nissan R90CK              |     | DNF | DNF | 10  | 21  | 9   | 4   |     | 4   |     |     |     |     |     |     |     |     |